# Канат-эль-Джейш
Канат-эль-Джейш (араб. قناة الجيش‎) — канал в Ираке, соединяющий реки Тигр и Дияла. Длина — 25 километров.
Является юго-западной границей района Багдада Мадинат-эс-Садр.
Канал был построен в 1959 году по приказу руководителя Ирака Абд аль-Карима Касима для орошения полей и снабжения питьевой водой жителей северо-восточной части Багдада. К 2008 году из-за боевых действий и отсутствия работ во поддержанию пришёл в негодность. Восстановление канала в конце 2008 года было включено в трёхлетний план развития города.